# Marten Schalkwijk

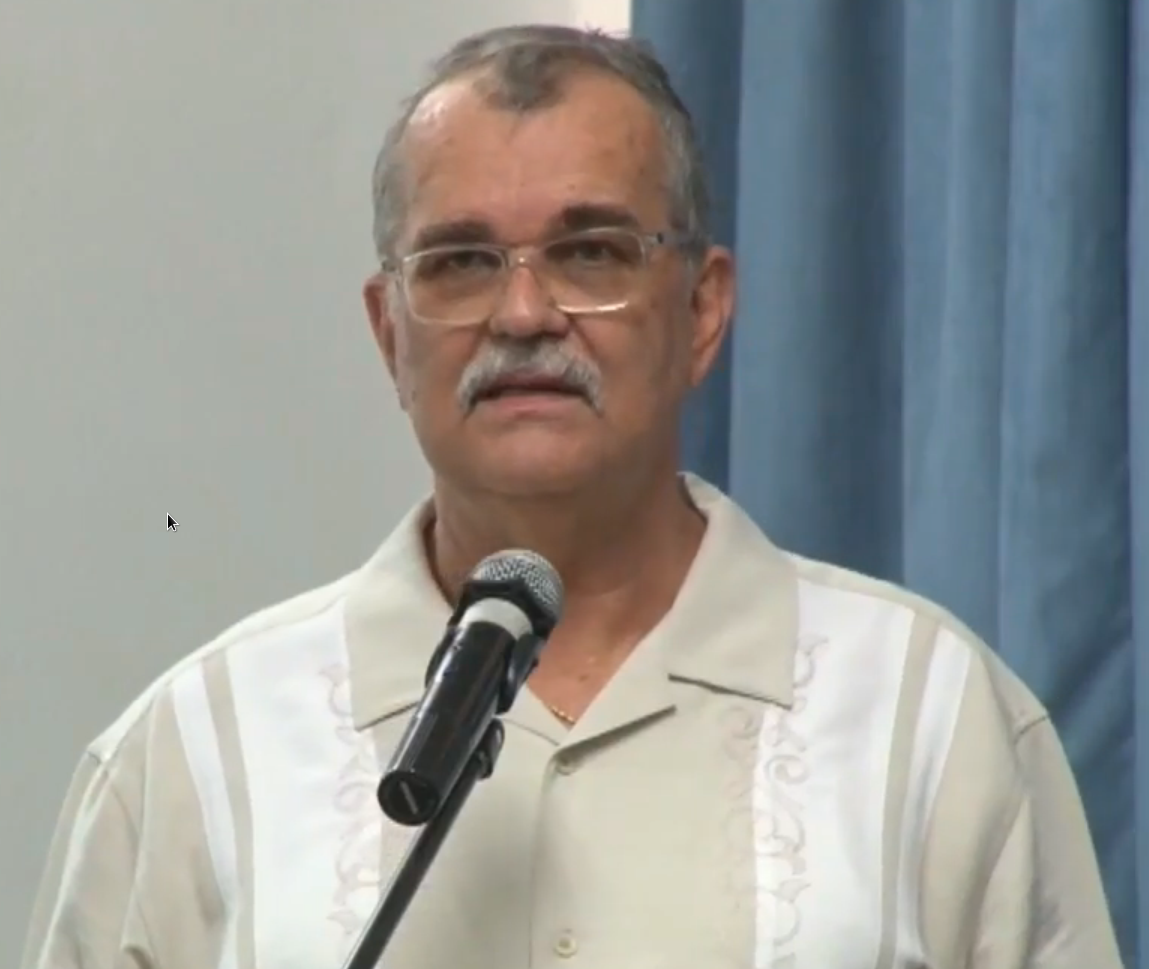
Schalkwijk in 2018

J. Marten W. Schalkwijk (Paramaribo, 17 april 1955) is een Surinaamse socioloog, hoogleraar, politiek analist, voormalig politicus en diplomaat. Hij is o.m. voorzitter van de Surinaamse Zendings Vliegdienst (MAF Suriname) en sinds 2016 lid van de Sociaal-Economische Raad. Sinds maart 2022 is hij ambassadeur in de Verenigde Staten.

## Privé
Schalkwijk is opgegroeid in Paramaribo en heeft vrijwel zijn hele leven in Suriname gewoond. Zijn vader, Jan Marten Willem Schalkwijk (1923-2002) was een Nederlandse zendeling onder de Hindostanen in Suriname en Nederland, in dienst van de Evangelische Broedergemeente Suriname met een hart voor de ontwikkeling van Suriname.

## Politiek
Schalkwijk was een van de oprichters van de politieke partij voor Democratie en Ontwikkeling in Eenheid (DOE) in 1999. De eerste voorzitter was Monique Essed-Fernandes. Schalkwijk was ondervoorzitter van de partij en heeft een belangrijke bijdrage geleverd aan het beginselprogramma van de partij. Bij de eerste verkiezingen waaraan DOE meedeed (in 2000) werden 4.574 stemmen, maar net geen zetel, behaald. Vanwege het lijsttrekkerschap bedankte mevr. Essed-Fernandes voor het voorzitterschap en werd dat overgenomen door de ondervoorzitter. Na de verkiezing trad zij in dienst van de UNDP en gaf zij aan dat deze nieuwe functie niet verenigbaar was met een bestuursfunctie van een politieke partij. Schalkwijk die eerst waarnam werd later gekozen als voorzitter. Hij is tot 2009 het boegbeeld en voorzitter van deze partij geweest. In 2005 haalde DOE (in samenwerking met UPS) 10.293 stemmen, maar ook weer net geen zetel. De statuten van DOE staan slechts twee termijnen toe als voorzitter en in 2009 werd Carl Breeveld gekozen als voorzitter. In 2010 heeft DOE met 12.094 stemmen haar eerste zetel in de Nationale Assemblee verworven, via het kiesdistrict Paramaribo. De partij had zowel in 2000 als in 2005 de ressortraad in Coeroenie gewonnen, dankzij de inspanning van Schalkwijk in dat gebied. Schalkwijk heeft na zijn aftreden zitting gehad in de adviesraad van de partij.
Per brief van 6 januari 2015 zegde Schalkwijk het lidmaatschap van DOE op. In zijn brief constateerde hij o.m. "het gebrek aan belangstelling voor de lokale ontwikkeling, wat een van de grondbeginselen van de partij was. De volksvertegenwoordigers en kiezers in het ressort Coeroeni voelen zich tekort gedaan door het gebrek aan belangstelling en hebben het idee gekregen dat de partij niet om de arme bevolking geeft." Ook vond hij het jammer dat de partij geen enkel initiatief tot politiek-bestuurlijke hervorming in het parlement had genomen, terwijl "De partij stond voor politiek-bestuurlijke hervorming". Verder was de partij vanaf het begin tegenstander van concentratie van macht, zodat na de verkiezing verwacht mocht worden dat het nieuwe assembleelid zijn functie als voorzitter zou overdragen. Schalkwijk gaf in de brief aan dat de perceptie buiten was dat DOE een onemanshow was geworden. Ten slotte stelde hij dat "Bij de oprichting van de partij het de bedoeling was om een duidelijke multi-etnische partij neer te zetten als voorbeeld voor de samenleving, maar helaas lijkt ook daarin een versmalling te zijn opgetreden."

## Wetenschap
Marten Schalkwijk heeft gestudeerd aan de University of the West Indies (Jamaica), Anton de Kom universiteit (drs. Sociologie, cum laude) en is gepromoveerd aan de Cornell University (Verenigde Staten), waar hij Fulbright Fellow was. Voor zijn onderzoek ontving hij een dissertation research award van de Amerikaanse National Science Foundation. In 1994 werd hij directeur van het Instituut voor Maatschappij Wetenschappelijk Onderzoek (IMWO) van de Anton de Kom universiteit. Het IMWO had nauwelijks onderzoeksmiddelen en hij introduceerde contractonderzoek (o.m. marktonderzoek, data-invoer en beleidsonderzoek), waarmee het IMWO zich profileerde. In 1997 richtte Schalkwijk het NGO Instituut voor Kaderontwikkeling en Onderzoek in Suriname (NIKOS) op. Dit instituut bestudeerde vooral de Civil Society in Suriname en heeft een aantal inventarisaties van NGO's in verschillende districten gedaan. NIKOS heeft een aantal ontwikkelingsstudies geschreven o.m. Ressort Albina, dorpen in Brokopondo, Ontwikkelingsplan voor het Paramakaans gebied. Sinds 2008 is NIKOS als partner van Berenschot N.V. betrokken bij de uitvoering van de Twinningfaciliteit Suriname Nederland, in welk kader inmiddels bijna 150 projecten zijn uitgevoerd. Schalkwijk is specialist op het gebied van de Civil Society in Suriname en is sinds 2006 als adviseur verbonden aan NIKOS. Het NIKOS houdt zich ook bezig met opinieonderzoek in Suriname.
Van 2006 tot  2016 was Schalkwijk directeur van het Institute for Graduate Studies & Research (IGSR) van de Anton de Kom universiteit. Op het IGSR heeft hij het initiatief genomen voor het eerste digitale wetenschappelijke tijdschrift van Suriname, welke met ondersteuning van Telesur werd opgezet Op 7 juli 2009 aanvaardde hij het hoogleraarschap op het gebied van Sociale Verandering en Ontwikkeling. Schalkwijk heeft o.m. gepubliceerd op het gebied van de koloniale staat, de werking van de democratie in Suriname, en ontwikkelingsvraagstukken. Hij geeft tevens gastlessen aan universiteiten in buurlanden van Suriname.